# Club Llaneros Femenino
El Club Llaneros Femenino conocido como Llaneros es un club de fútbol de Colombia que hace parte del club Llaneros. Tiene como sede la ciudad de Villavicencio en el departamento del Meta.
Actualmente es conocido por ser el único equipo femenino en el Departamento del Meta que disputa competiciones oficiales de fútbol en Colombia.
El club participa en la máxima categoría del futbol femenino Colombiano, la Liga Profesional Femenina de Fútbol de Colombia. en 2020 inicia su participación.
El club juega sus partidos de local en el estadio Bello Horizonte.

## Historia
El 3 de agosto de 2020, el club Llaneros por medio de un vídeo confirma que contaría con club femenino del FPC. Además se confirmaría a Ingrid Vidal como fichaje estrella del equipo.
El 3 de agosto se confirmaría su participación en la Liga Profesional Femenina de Fútbol de Colombia, y lo hará en la edición 2020.
El 16 de agosto el club confirmó su cuerpo técnico con Jhon Ortega como el director técnico, Jenny Canasto, como la asistente técnica, Edwin Supelano como preparador físico, y Diego Jasir Martínez como analista de vídeo.
El 20 de agosto se confirma a las jugadoras Camila Reyes, Valentina Soto, Lina Jaimes y a Juan Manuel Rogelis como Gerente Deportivo. Además se confirmaría también a Miley Arévalo, Yuliet Rubio Sarmiento y Valentina Jaramillo Garzón y a Karen Gutiérrez.
Su debut en oficial en liga lo hace el 16 de octubre ante Millonarios Femenino en Bogotá con un resultado en contra poco alentador de 5-0 siendo así su primera goleada recibida.
El 22 de octubre gana su primer partido tanto en su historia como de visitante ante Fortaleza Femenino, con un resultado de 1-2 a favor de las indomables y la jugadora Sofía Pineda se encargaría de marcar el primero.
El 29 de octubre lograría su primer triunfo de local ante la La Equidad Femenino con un resultado de 1-0 con el gol de Lina Jaime donde además anota el gol 900 de la liga.

## Instalaciones

### Estadio

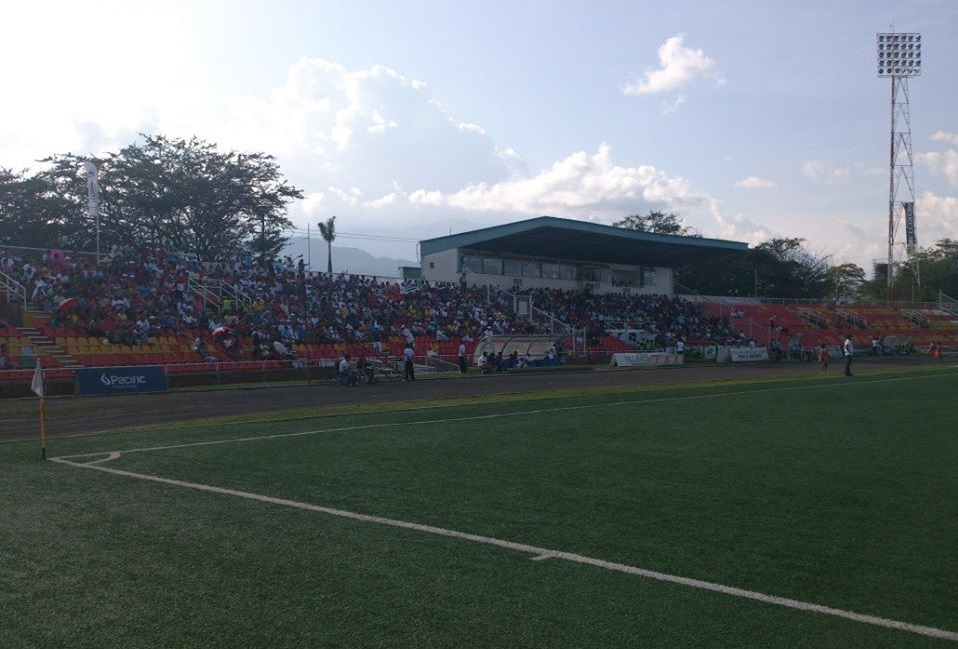
Tribuna occidental del estadio Bello Horizonte.

En el año 2003, se remodeló el estado con una inversión cercana a los 3.000 millones de pesos. En ese año, Centauros Villavicencio jugó en la Categoría Primera A.

## Símbolos

### Escudo
Desde la creación del escudo no se ha cambiado, es decir ningún otro escudo lo ha reemplazado. El escudo representa un caballo que está en el centro del escudo, que significa que los jugadores son rápidos y fuertes, contiene también dos arpas de oro a los costados. El escudo tiene las siglas LLFC, que es el nombre de club simplificado, además tiene colores amarillo, negro y blanco como colores tradicionales.

### Mascota
La mascota del equipo Metense es un caballo llamado Kike que representa un animal típico de la región y símbolo del club.

### Bandera
| Bandera del Meta. | Bandera de Villavicencio. |

La bandera del equipo llaneros es de color blanco, negro, y amarillo.

## Uniforme
Los colores tradicionales del club son el blanco, el negro y el dorado.
- Uniforme titular: Camiseta naranja con diseños negros, pantaloneta negra y medias naranjas con detalles negros.
- Uniforme alternativo: Camiseta azul con diseños negros, pantaloneta blanca y medias negras con detalles negros.
- Tercer uniforme: Camiseta blanca con diseños negros, pantaloneta negra y medias blancas con detalles negros.

## Datos del club
- Temporadas en 1ª: 2 (2020-2021).
- Temporadas ausente de Liga: 3.
- Mejor puesto en la Liga: 5º (2020).
- Peor puesto en la liga: 5° (2020).
- Primer partido oficial:
  - Millonarios 5-0 Llaneros, 16 de octubre de 2020
- Mayor goleada en un partido de primera división:
  - Sin datos aún.
- Mayor goleada en un partido oficial internacional:
  - Sin datos aún.
- Mayor cantidad de goles recibidos en un partido de primera división:
  - Millonarios 5-0 Llaneros, 16 de octubre de 2020
  - Santa Fe 5-1 Llaneros, 1 de noviembre de 2020
  - Llaneros 0-5 Santa Fe, 15 de noviembre de 2020
- Mayor cantidad de minutos sin recibir gol en primera división:
  - 90 minutos.
- Mayor cantidad de partidos consecutivos ganados:
  - 2 partidos ganados.
- Mayor cantidad de tiempo sin perder como local:
  - 180 minutos desde el 29 de octubre de 2020 - 9 de noviembre de 2020.

- Goles:
  - 1° Sofía Pineda (0-1). Fortaleza 1-2 Llaneros, 22 de octubre de 2020
- Datos generales:
  - Gol 900 de la Liga Femenina: Lina Jaime (1-0). Llaneros 1-0 Equidad, 29 de octubre de 2020
- Máxima Goleadora: 
  - Ingrid Vidal 3 goles en Liga.
  - Liseth Aroca 3 goles en Liga.

## Jugadoras
El día 30 de agosto se da a conocer el primer plantel del club.

### Jugadoras extranjeras
Por el club han pasado 3 extranjeras, 1 esta con el equipo de la media Colombia:
| Nacionalidad | N.º | Jugadores                                 |
| ------------ | --- | ----------------------------------------- |
| Puerto Rico  | 1   | Angie Alejandra Herrera Leal              |
| Venezuela    | 2   | Cristina Del Mar Aguilar y Génesis Flórez |
| Costa Rica   | 1   | Sharon Corrales                           |

Nota:(*) son las que son tienen nacionalidad extranjera y colombiana, y el club usó la colombiana para liberar cupos para otros jugadores.

## Entrenadores

### Dirección técnica actual
| Dirección técnica actual | Dirección técnica actual | Dirección técnica actual | Dirección técnica actual |
| ------------------------ | ------------------------ | ------------------------ | ------------------------ |
| Entrenador               | Daniel Briceño           | Presidente               | Juan Carlos Trujillo     |
| Asistente Técnico 1      | Óscar Briceño            | Asistente Técnico 2      | Diego Yasir              |
| Preparador físico        | Jimmy Portilla           | Gerente Deportivo        | Juan Manuel Rogelis      |
| Preparador arqueras      | Licoln Mosquera          | Delegada 1               | Lorena Montaña           |
| Delegado 2               | Tomás Velasco            | Médico                   | Edwin Torres             |
| Utilero                  | José Tachá               | Kinesiólogo              | Rafael Barreto           |

### Listado de todos los tiempos
| Nombre         | Nacionalidad        | Desde | Hasta       |
| -------------- | ------------------- | ----- | ----------- |
| Jhon Ortega    | Bandera de Colombia | 2020  | 2022        |
| Daniel Briceño | Bandera de Colombia | 2023  | Actualmente |